# Heilig Hartkerk (Saint-Servais)

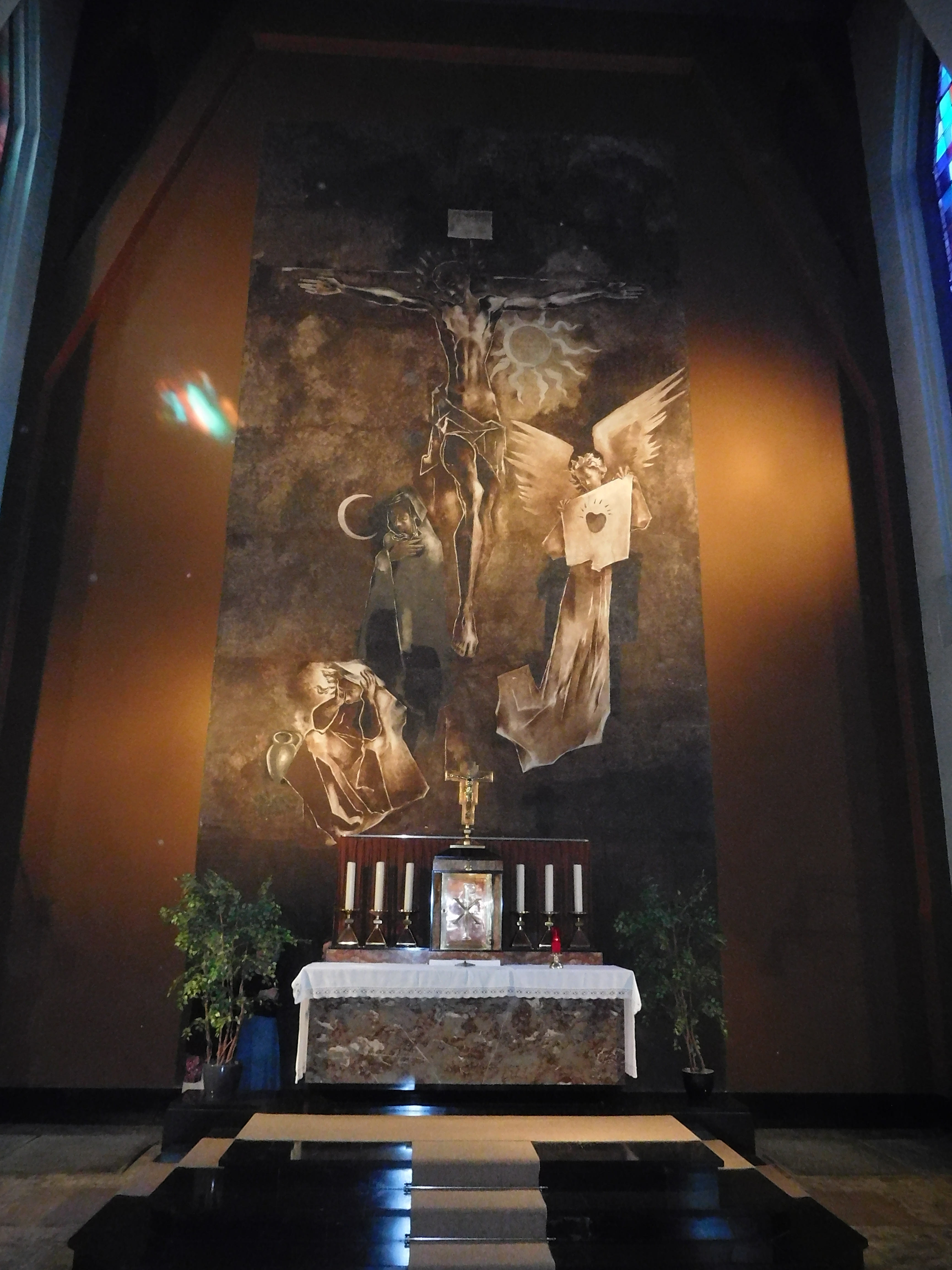
Muurschildering van Courutier met Kruisiging

De Heilig Hartkerk (Frans: Église du Sacré-Cœur) is een katholieke parochiekerk in de deelgemeente Saint-Servais van de Belgische stad Namen. Het is een art-decogebouw uit 1935 met een bijzondere betonstructuur. 

## Geschiedenis
De kerk is ontworpen door de architect Albert Ghequière (1880-1947). De bouw nam een aanvang in 1934 en het volgende jaar werd de kerk ingezegend door mgr. Heylen.

## Beschrijving
Het gebouw is in art-decostijl. De structuur bestaat uit gewapend beton bekleed met breuksteen uit Poulseur en Arbre. Het grondplan heeft de vorm van een Grieks kruis. Elke arm heeft exact dezelfde grootte en oppervlakte, behalve de zuidelijke, die verlengd wordt door een portiek met daarboven de 40 m hoge klokkentoren. Het interieur wordt gekenmerkt door een opvallend betonskelet met zich vertakkende pijlers.
Drie grote muurschilderingen uit 1949-1950 zijn het werk van de Franse dominicaanse pater Marie-Alain Couturier (1897-1954). Hij gebruikte camaieu met bruin-beige tinten. Het grootste schilderij achter het hoofdaltaar toont Maria Magdalena op Golgotha. 
De kruiswegstaties zijn het werk van de kunstenaar Louis-Marie Londot.
Het pijporgel, gebouwd in 1848 door Merklin, heeft drie toetsenborden en 30-stoppedalen. Het is vanaf april 1980 overgebracht uit de gesloopte jezuïetenkerk van Namen en werd opnieuw in elkaar gezet.
- Koninklijk Instituut voor het Kunstpatrimonium: 10038117